# Élections au Conseil d'État du canton de Fribourg
Cette page présente les résultats des élections au Conseil d'État du canton de Fribourg.

## Élection de 2021
Le premier tour de l'élection se déroule le 7 novembre 2021 et débouche sur un ballottage ; le second tour a lieu le 28 novembre 2021.
Le premier tour voit la droite se présenter désunie, tandis que l'alliance de gauche réalise un excellent résultat en plaçant quatre candidats aux sept premières places, dont le socialiste sortant Jean-François Steiert qui termine en tête. Du côté de la droite, le centriste sortant Jean-Pierre Siggen n'arrive qu'en neuvième position, tandis que le nouveau candidat libéral-radical Romain Collaud termine au septième rang, juste devant la candidate du Centre gauche - PCS Sophie Tritten.
| Nom des candidats        | Suffrages | Parti | Parti | Statut   |
| ------------------------ | --------- | ----- | ----- | -------- |
| Jean-François Steiert *  | 32 892    |       | PSS   | Non élu  |
| Sylvie Bonvin-Sansonnens | 30 881    |       | PES   | Non élue |
| Didier Castella *        | 30 659    |       | PLR   | Non élu  |
| Valérie Piller Carrard   | 30 201    |       | PS    | Non élue |
| Olivier Curty *          | 26 373    |       | LC    | Non élu  |
| Alizée Rey               | 25 402    |       | PSS   | Non élue |
| Romain Collaud           | 24 994    |       | PLR   | Non élu  |
| Sophie Tritten           | 24 447    |       | PCS   | Non élue |
| Jean-Pierre Siggen *     | 22 745    |       | LC    | Non élu  |
| Luana Menoud-Baldi       | 17 068    |       | LC    | Non élue |
| Philippe Demierre        | 14 107    |       | UDC   | Non élu  |
| Adrian Brügger           | 13 849    |       | UDC   | Non élu  |
| David Papaux             | 12 919    |       | UDC   | Non élu  |
| Gilberte Schär           | 12 243    |       | UDC   | Non élue |
| Irene Bernhard           | 5 747     |       | PVL   | Non élue |
| Loris Grandjean          | 4 714     |       | PVL   | Non élu  |
| Claudio Rugo             | 2 615     |       | PA    | Non élu  |
| Nicole Ayer              | 1 807     |       | DDSN  | Non élue |
| Michèle Courant          | 1 589     |       | DDSN  | Non élue |
|                          |           |       |       |          |
| Majorité absolue         | 39 132    |       |       |          |
| Participation            | 37,63 %   |       |       |          |

## Élection de 2016
Le premier tour de l'élection a lieu le 6 novembre 2016, le second tour le 27 novembre 2016.
Le premier tour oppose quatorze candidats, répartis sur quatre listes. Pour la première fois, les trois principaux partis de gauche (Parti socialiste, Verts et Parti chrétien-social) et les trois principaux partis de droite (Parti démocrate-chrétien, Parti libéral-radical et Union démocratique du centre) présentent leurs candidats sur une liste commune. La création de l'Alliance bourgeoise vise à faire entrer un représentant de l'UDC au gouvernement, en visant particulièrement le siège de la Verte Marie Garnier. Au terme du premier tour, les trois candidats bourgeois sortants et le vice-chancelier d'État démocrate-chrétien Olivier Curty sont élus.
Le second tour a lieu le 27 novembre 2016. Seuls quatre candidats se présentent pour les trois sièges restants : les conseillères d'État sortantes, le socialiste Jean-François Steiert et l'UDC Stéphane Peiry. Les trois premiers sont élus et l'UDC ne parvient pas à entrer au Conseil d'État,.
Les élections de 2016 n'apportent ainsi aucune modification à la répartition des forces politiques au sein du collège gouvernemental : le siège du socialiste Erwin Jutzet, qui ne se représentait pas, est repris par le conseiller national Jean-François Steiert, le siège du démocrate-chrétien Beat Vonlanthen, désormais membre du Conseil des États, est repris par le vice-chancelier d'État Olivier Curty.